# Caballo Torraso
Caballo Torraso es un cerro situado en la Sierra de Las Villas, dentro del Parque natural de las Sierras de Cazorla, Segura y Las Villas, en la provincia de Jaén. Su altitud es de 1726 m s. n. m. Se encuentra dentro del término municipal de Villanueva del Arzobispo. Desde el puntal se dominan visualmente todas las direcciones, de lo que se favorece una caseta de vigilancia forestal, que se ubica a una altitud de 1693 m s. n. m. Dicha caseta de fogoneros suele estar ocupada en los meses que representan riesgo de incendio forestal.

## Sendero de gran recorrido Bosques del Sur (GR 247)
El sendero de gran recorrido Bosques del Sur, también conocido como GR 247, es una ruta circular de 478 km a través del Parque natural de las Sierras de Cazorla, Segura y Las Villas, dividido en veintiuna etapas, once derivaciones y seis variantes, y atravesando dieciocho municipios. Una de dicha derivaciones conduce a la caseta de Caballo Torraso.

Vista de la Sierra de las Lagunillas, que se vio afectada en el incendio de Las Villas de 2005, desde Caballo Torraso.